# Thomas Stelzer
Thomas Stelzer (ur. 21 lutego 1967 w Linzu) – austriacki polityk i samorządowiec, działacz Austriackiej Partii Ludowej (ÖVP), od 2017 starosta krajowy Górnej Austrii.

## Życiorys
Po zdanym egzaminie maturalnym studiował prawo na Uniwersytecie w Linzu. W 1990 podjął pracę w banku Raiffeisenlandesbank Oberösterreich. Zaangażował się w działalność polityczną w ramach Austriackiej Partii Ludowej, w latach 1992–1997 pracował w klubie poselskim ÖVP w landtagu, a w latach 1998–2001 w departamencie edukacji administracji krajowej. W latach 1991–1997 i 2001–2009 był radnym miejskim w Linzu, od 2003 pełnił funkcję przewodniczącego klubu radnych ludowców.
Od 1997 wybierany na posła do landtagu Górnej Austrii, w 2009 został przewodniczącym frakcji poselskiej swojej partii. W 2015 wszedł w skład rządu krajowego jako zastępca starosty krajowego. W kwietniu 2017 zastąpił Josefa Pühringera na funkcji przewodniczącego regionalnych struktur ÖVP, a następnie również na stanowisku starosty krajowego Górnej Austrii.